# Nikolai Pawlowitsch Lawjorow

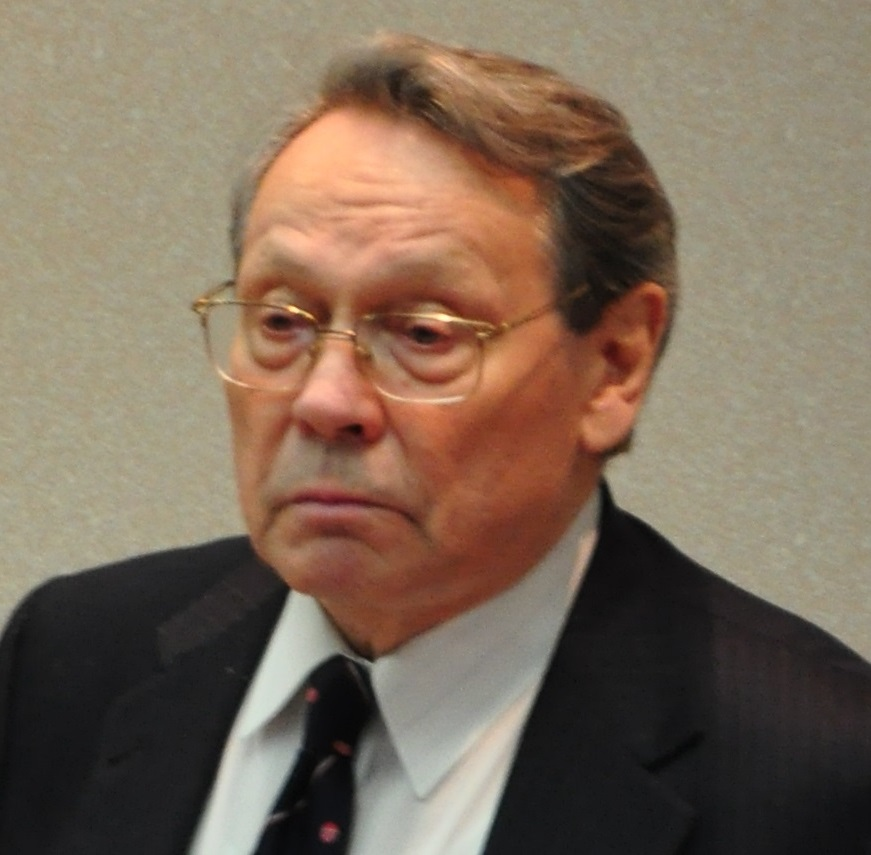
Nikolai Lawjorow (2008)

Nikolai Pawlowitsch Lawjorow (russisch Николай Павлович Лавёров; * 12. Januar 1930 in Poscharischtsche, Konoschski rajon; † 27. November 2016 in Moskau) war ein russischer Geologe, Geochemiker, Hochschullehrer und Politiker.

## Leben
Lawjorow stammte aus einer Bauernfamilie. Er absolvierte das Montanchemie-Technikum in Kirowsk mit Auszeichnung und studierte dann am Moskauer Staatlichen Kalinin-Institut für Buntmetalle und Gold mit Abschluss 1954. Es folgte die dreijährige Aspirantur. Er wurde zum Doktor der geologisch-mineralogischen Wissenschaften promoviert. 1959 wurde er Mitglied der KPdSU.
1968–1972 leitete Lawjorow den Allrussischen Geologischen Fonds, in dem er ein neues verbessertes System der staatlichen Bilanzierung der Bodenschätze einführte. Für seine erfolgreiche Arbeit erhielt er 1971 das Ehrenzeichen der Sowjetunion. Er besuchte alle Uran-Lagerstätten im Lande und die meisten im Ausland.
Lawjorow leitete lange das Moskauer Institut für Geologie der Erzlagerstätten, Petrographie, Mineralogie und Geochemie (IGEM) und lehrte dort als Professor.
1979 wurde Lawjorow Korrespondierendes Mitglied der Akademie der Wissenschaften der UdSSR (AN-SSSR) in der Abteilung für Geologie, Geophysik und Geochemie. 1987 wurde er ordentliches Mitglied der AN-SSSR. Im gleichen Jahr wurde er Präsident der Akademie der Wissenschaften der Kirgisischen SSR als Nachfolger Mursabek Imanalijewitsch Imanalijews (bis 1989, ihm folgte Askar Akajew). Ab 1988 war er Vizepräsident der AN-SSSR und blieb es auch 1991, als die AN-SSSR die Russische Akademie der Wissenschaften (RAN) wurde, bis 2013.
1989 wurde Lawjorow Vizevorsitzender des Ministerrats der UdSSR und Vorsitzender des Staatlichen Komitees des Ministerrats der UdSSR für Wissenschaft und Technik als Nachfolger Boris Leontjewitsch Tolstychs. 1990–1991 war er Mitglied des Zentralkomitees der KPdSU. Vom 15. Januar bis zum 28. August 1991 war er Vizepremierminister der UdSSR. Als das Ende der Sowjetunion sich abzeichnete und das Kabinett der Minister im August 1991 zurücktrat, führte er seine Amtsgeschäfte als Vizepremierminister und  Vorsitzender des Staatlichen Komitees des Ministerrats der UdSSR für Wissenschaft und Technik noch fort, bis er am 26. November 1991 von seinen Aufgaben entbunden wurde. Sein Nachfolger wurde Boris Georgijewitsch Saltykow.
Ab 2000 leitete Lawjorow den Lehrstuhl für internationale Probleme der Energiewirtschaft des Internationalen Instituts für Energiepolitik und Diplomatie des Staatlichen Moskauer Instituts für Internationale Beziehungen. Er war Vorsitzender der Internationalen Kommission zur Erforschung der Arktis, Vorsitzender des Nationalen Komitees für Geologie der Russischen Föderation und Mitglied des International Luxembourg Forum on Preventing Nuclear Catastrophe. Er war Kuratoriumsmitglied der Wohltätigkeitsstiftung Wolnoje delo Oleg Wladimirowitsch Deripaskas und Ehrenmitglied der Russischen Akademie der Raketen- und Artilleriewissenschaften.
Lawjorow starb nach schwerer Krankheit und wurde auf dem Moskauer Nowodewitschi-Friedhof begraben.

## Ehrungen, Preise
- Jubiläumsmedaille „Zum Gedenken an den 100. Geburtstag von Wladimir Iljitsch Lenin“ (1970)
- Ehrenzeichen der Sowjetunion (1971)
- Orden des Roten Banners der Arbeit (1981, 1986)
- Demidow-Preis (1997)
- Dank-Medaille Kirgisistans (1997)
- Verdienstorden für das Vaterland III. Klasse (1999), II. Klasse (2005). I. Klasse (2008), IV. Klasse (2015)
- Preis der Regierung der Russischen Föderation für Wissenschaft und Technik (2002, 2010)
- Wernadski-Goldmedaille der RAN (2003)
- Triumph-Preis für Literatur und Kunst der Stiftung Boris Abramowitsch Beresowskis (2003)
- Große Goldmedaille Kirgisistans (2003)
- Lomonossow-Goldmedaille der RAN (2006)
- Preis der Regierung der Russischen Föderation für Bildung (2006)
- Ziolkowski-Medaille (2007)
- Am 12. Dezember 2008 wurde der Asteroid (14819) Nikolaylaverov nach ihm benannt
- Global Energy Prize (2009)
- Karpinski-Goldmedaille der RAN (2016)
- Ehrendoktor der Gubkin-Universität für Erdöl und Gas
- Ehrenbürger des Konoschski Rajons[1]